# Die Playmos
Die Playmos ist eine Playmobil-Hörspielserie von floff publishing. Im Gegensatz zur Hörspielserie Professor Mobilux, die von Playmobil mit herausgegeben wurde, handelt es sich bei den Playmos lediglich um einen Lizenzartikel.

## Handlung
Die Hörspiele handeln von Tobi und ab Folge 44 von Paul und seinen Lieblingsfiguren Sam, Emil und Liv, die lebendig werden, sobald Tobi das Zimmer verlässt, und in den aufgebauten Spiellandschaften die unterschiedlichsten Abenteuer erleben. Die drei Freunde und ihr vorlauter Papagei Captain Tolle versuchen immer behilflich zu sein und kämpfen (gewaltfrei) für das Gute. Ihr „Schlachtruf“ dabei ist stets „Wir sind unschlagbare Freunde!“
Die Hörspielserie ist für Kinder ab fünf Jahren empfohlen. Die Folgen sind zwischen 50 und 67 Minuten lang.
In den ersten Folgen ahnt Tobi nur, dass es etwas Seltsames mit seinen Figuren auf sich hat. In Folge acht findet Tobi heraus, dass sie lebendig werden können und begleitet sie sogar auf einige ihrer folgenden Abenteuer (Folgen 10, 12 und 22). Am Ende der Folge 12 nimmt Tobis Schwester Mina ihm, als Strafe dafür, dass er in ihrem Zimmer „rumgschnüffelt“ hat, die Figuren weg und nimmt sie mit zu ihrer Freundin. Dort glaubt nun der kleine Bruder Benni, dass es seine Figuren wären. Tobi braucht zwei Spielabenteuer (Folge 13 und 14), um seine „unschlagbaren Freunde“ wiederzubekommen. In Folge 15 und 16 ist Tobi mit seiner Familie in den Ferien auf einen Bauernhof gefahren und spielt dort mit Tom, dem Sohn der Bauern, bei dem er seine Figuren in der Hektik der Abreise vergisst. In den Folgen 17 und 18 ist also mehr oder weniger Tom verantwortlich für die Playmos. Doch gewissenhaft schickt er die vier Figuren per Post an Tobi zurück, woraus sich eine echte Freundschaft entwickelt. Später erzählt Tobi seinem Freund Tom, dass die vier Playmos lebendig werden können und nimmt ihn in der Folge 24 auf ein Abenteuer mit.
In Folge 39 zieht Paul in die Nachbarschaft. Er ist schüchtern und hat anfangs wenig Freunde. Tobi nimmt ihn ein wenig unter seine Fittiche und schenkt ihm (in Folge 42), weil er langsam „zu alt“ für die drei Figuren wird, die Playmos. Paul weiß zu Anfang nicht, dass sie lebendig werden können.

## Personen
Emil
Emil („der Freche mit den Wuschelhaaren“) ist der Sachliche und Pragmatische unter den Playmos. Er lässt sich nicht so leicht ins Bockshorn jagen und löst clever so manche Situation. Er spricht oft in Alliteration.
Liv
Liv („das Mädchen mit den blonden Haaren“) ist gewitzt und mutig und lässt sich von den „Jungs“ nicht so schnell was vormachen. Sie ist belesen und sportlich. Sie ist gegen Gewalt, aber lässt sich nicht bitten und sagt, wenn ihr eine Situation ungerecht vorkommt, auch den Stärksten unmissverständlich ihre Meinung.
Sam
Sam („der Kräftige mit dem gemütlichen Grinsen“) wirkt im ersten Moment etwas schwerfällig und träge. Er hat stets Hunger und würde am liebsten faulenzen. Aber wehe, irgendjemand ist in Gefahr oder wird bedroht, da ist er sofort zu Stelle und springt für die Schwachen in die Bresche.
Captain Tolle
Der Papagei Captain Tolle spricht immer in Reimen und kann durch seine Fähigkeit zu fliegen oft von Nutzen sein. In der ersten Folge lernen Emil, Liv und Sam Captain Tolle kennen, welcher sie dann in ihren Abenteuern begleitet. In der Folge 33 verliebt sich Captain Tolle in eine Papageiendame. Da er mit ihr in die Flitterwochen fliegt, pausiert er in der 34. Folge.

## Wissenswertes
- „Vater“ und Ideengeber der Hörspielserie ist Florian Fickel.
- Die Sprecher von Tobi und Tom (David Wittmann und Andi Wittmann) sind Brüder.
- Jonas Schmidt-Foß (Sprecher von Paul) ist der Neffe von Gerrit Schmidt-Foß (Sprecher des Erzählers).
- Gerrit Schmidt-Foß wird als Erzähler in Folge 7 (Das große Spiel) von Liv und in Folge 31 (Nächtlicher Angriff der Mega Masters) von allen namentlich angesprochen.
- Die Playmos sind als Playmobil-Spielfiguren erhältlich.[1]

## Besetzung
Bis Folge 55
| Rolle                | Sprecher           | Folgen                    |
| -------------------- | ------------------ | ------------------------- |
| Erzähler             | Gerrit Schmidt-Foß | 1–88                      |
| Liv                  | Giuliana Jakobeit  | 1–88                      |
| Sam                  | Ricardo Richter    | 1–88                      |
| Emil                 | Nicolás Artajo     | 1–88                      |
| Captain Tolle        | Santiago Ziesmer   | 1–88                      |
| Tobi                 | David Wittmann     | 1–43                      |
| Mutter               | Ulrike Stürzbecher | 1, 2, 4–16, 19–29, 31, 33 |
| Prof. Dudelmoos      | Christian Rode     | 3, 15, 17, 30             |
| Vanessa, die Siebte  | Dorette Hugo       | 2, 8, 20                  |
| Tom                  | Andi Wittmann      | 15–18, 22–24, 29          |
| Paul                 | Jonas Schmidt-Foß  | 39, 41–55                 |
| Vitus von der Pfanne | Hannes Maurer      | 8, 20, 40                 |
| Benni                | Yoshij Grimm       | 12, 13                    |
| Tomba                | Jennipher Antoni   | 1, 16                     |
| Walter               | Peter Flechtner    | 3, 17                     |
| Fidula Zimt          | Santiago Ziesmer   | 2,8,60                    |

## Folgen
| Folgennr. | Titel                                    | Länge (in min.) | Autor                                           | VÖ-Datum   |
| --------- | ---------------------------------------- | --------------- | ----------------------------------------------- | ---------- |
| Promo 1   | Das Versteck in der Goldmine             | 16:07           | Simon X. Rost, Florian Fickel                   | 11.09.2007 |
| Promo 2   | Der Schatz der Barbarenruine             | 17:08           | Simon X. Rost, Florian Fickel                   | 18.07.2008 |
| Promo 3   | Wie die Playmos sich kennen lernten      | 19:36           | Simon X. Rost, Florian Fickel                   | 15.10.2010 |
| Promo 4   | Brief von Captain Tolle                  | 06:00           | Simon X. Rost, Florian Fickel                   | 11.10.2013 |
| Promo 5   | Im Land der Riesen                       | 18:53           | David Bredel, Florian Fickel                    | 11.05.2018 |
| 1         | Der Schatz der Teufelsinsel              | 52:10           | Simon X. Rost, Florian Fickel                   | 11.09.2007 |
| 2         | Angriff der Drachenritter                | 53:53           | Simon X. Rost, Florian Fickel                   | 11.09.2007 |
| 3         | Die Dinos kommen                         | 50:45           | Simon X. Rost, Florian Fickel                   | 13.11.2007 |
| 4         | Chaos in der Herrmannstraße              | 51:17           | Simon X. Rost, Florian Fickel                   | 13.11.2007 |
| 5         | Gefahr für Rom                           | 53:38           | Simon X. Rost, Florian Fickel                   | 13.05.2008 |
| 6         | Abenteuer auf dem Eichenhof              | 55:59           | Simon X. Rost, Florian Fickel                   | 13.05.2008 |
| 7         | Das große Spiel                          | 51:46           | Simon X. Rost, Florian Fickel                   | 13.05.2008 |
| 8         | Das Turnier auf der Königsritterburg     | 59:03           | Simon X. Rost, Florian Fickel                   | 13.05.2008 |
| 9         | Manege frei für die Playmos              | 57:17           | Simon X. Rost, Florian Fickel                   | 11.11.2008 |
| 10        | Die geheimnisvolle Sphinx                | 57:43           | Simon X. Rost, Florian Fickel                   | 11.11.2008 |
| 11        | Alarm im Hafen                           | 52:58           | Simon X. Rost, Florian Fickel                   | 10.02.2009 |
| 12        | Im Reich der Feen                        | 57:27           | Simon X. Rost, Florian Fickel                   | 10.02.2009 |
| 13        | Das Licht aus dem Drachenland            | 59:08           | Simon X. Rost, Florian Fickel                   | 17.10.2009 |
| 14        | Gefahr für den König der Tiere           | 53:45           | Simon X. Rost, Florian Fickel                   | 17.10.2009 |
| 15        | Der Schatz im Dschungeltempel            | 59:24           | Simon X. Rost, Florian Fickel                   | 24.04.2010 |
| 16        | Die Rückkehr der Piraten                 | 57:56           | Simon X. Rost, Florian Fickel                   | 24.04.2010 |
| 17        | Rettet den Dinopark!                     | 57:28           | Simon X. Rost, Florian Fickel                   | 26.06.2010 |
| 18        | Der Schatz des Archimedes                | 59:48           | Simon X. Rost, Florian Fickel                   | 26.06.2010 |
| 19        | Jagd auf Dr. Devil                       | 56:42           | Simon X. Rost, Florian Fickel                   | 15.10.2010 |
| 20        | Die Schlacht der Löwenritter             | 62:35           | Simon X. Rost, Florian Fickel                   | 15.10.2010 |
| 21        | Reise zu Häuptling Schlanker Bär         | 60:02           | David Bredel, Florian Fickel                    | 18.02.2011 |
| 22        | Gespenstig gruselige Geisterpiraten      | 59:55           | Rudolf K. Wernicke, Florian Fickel              | 18.02.2011 |
| 23        | Die Playmos in geheimer Mission          | 53:50           | Simon X. Rost, Florian Fickel                   | 24.06.2011 |
| 24        | Die Ritter sind los!                     | 58:34           | Simon X. Rost, Florian Fickel                   | 24.06.2011 |
| 25        | Gefahr im Weltraum                       | 56:58           | Simon X. Rost, Florian Fickel                   | 14.10.2011 |
| 26        | Wettrennen um die Schatzinsel            | 67:07           | Rudolf K. Wernicke, Florian Fickel              | 14.10.2011 |
| 27        | Reise in die Steinzeit                   | 60:21           | Rudolf K. Wernicke, Florian Fickel              | 16.03.2012 |
| 28        | Den Bankräubern auf der Spur             | 55:53           | Simon X. Rost, Florian Fickel                   | 16.03.2012 |
| 29        | Wirbel um Planet Zentauri                | 53:19           | Simon X. Rost, Florian Fickel                   | 22.06.2012 |
| 30        | Bei den Dinos                            | 53:57           | David Bredel, Florian Fickel                    | 22.06.2012 |
| 31        | Nächtlicher Angriff der Mega Masters     | 54:15           | Simon X. Rost, Florian Fickel                   | 12.10.2012 |
| 32        | Überfall auf den Goldtransport           | 58:11           | David Bredel, Florian Fickel                    | 12.10.2012 |
| 33        | Piratenschlacht auf hoher See            | 64:48           | David Bredel, Florian Fickel                    | 15.02.2013 |
| 34        | Der Ball im Prinzessinnen-Schloss        | 60:06           | Simon X. Rost, Florian Fickel                   | 15.02.2013 |
| 35        | Streit im Wilden Westen                  | 61:57           | David Bredel, Florian Fickel                    | 21.06.2013 |
| 36        | Im Bann des Kometen                      | 60:03           | Simon X. Rost, Florian Fickel                   | 21.06.2013 |
| 37        | Die Entführung der Einhörner             | 59:41           | David Bredel, Florian Fickel                    | 11.10.2013 |
| 38        | Das Geheimnis des Drachenfeuers          | 61:47           | Simon X. Rost, Florian Fickel                   | 11.10.2013 |
| 39        | Mit der Küstenwache auf Verbrecherjagd   | 54:24           | Simon X. Rost, Florian Fickel                   | 14.02.2014 |
| 40        | Auf der Jagd nach dem goldenen Schlüssel | 63:21           | David Bredel, Florian Fickel                    | 14.02.2014 |
| 41        | Sondereinsatz Geldtransport!             | 56:18           | Simon X. Rost, Florian Fickel                   | 13.06.2014 |
| 42        | Großbrand in der Feuerwache              | 58:14           | David Bredel, Florian Fickel                    | 08.10.2014 |
| 43        | Wirbel um den Weihnachtsmann             | 58:01           | David Bredel, Florian Fickel                    | 08.10.2014 |
| 44        | Spezialeinsatz im Freizeitpark           | 54:45           | Simon X. Rost, Florian Fickel                   | 13.02.2015 |
| 45        | Ritter außer Rand und Band               | 57:57           | Simon X. Rost, Florian Fickel                   | 13.02.2015 |
| 46        | Die Playmos ermitteln                    | 57:24           | David Bredel, Florian Fickel                    | 03.07.2015 |
| 47        | Flucht vor den Piraten                   | 61:08           | Simon X. Rost, Florian Fickel                   | 25.09.2015 |
| 48        | Raketenstart ins All                     | 53:11           | Simon X. Rost, Florian Fickel                   | 25.09.2015 |
| 49        | Sabotage auf dem Reiterhof               | 56:17           | David Bredel, Florian Fickel                    | 19.02.2016 |
| 50        | Die heiße Spur der Drachen               | 54:28           | Simon X. Rost, Florian Fickel                   | 19.02.2016 |
| 51        | Im Fußballfieber!                        | 56:16           | David Bredel, Florian Fickel                    | 27.05.2016 |
| 52        | Der Schatz der Pyramide                  | 54:02           | Simon X. Rost, Florian Fickel                   | 23.09.2016 |
| 53        | Geheime Schatzsuche auf der Galeere      | 57:26           | Simon X. Rost, Florian Fickel                   | 21.10.2016 |
| 54        | Angriff der Eispiraten                   | 54:27           | David Bredel, Florian Fickel                    | 03.02.2017 |
| 55        | Die Belagerung der Löwenritterburg       | 56:39           | David Bredel, Florian Fickel                    | 03.02.2017 |
| 56        | Flucht vor dem T-Rex                     | 59:49           | David Bredel, Florian Fickel                    | 02.06.2017 |
| 57        | Wasser Marsch bei der Feuerwehr          | 49:34           | Simon X. Rost, Florian Fickel                   | 02.06.2017 |
| 58        | Wettkampf der Drachenreiter              | 52:56           | David Bredel, Florian Fickel                    | 08.09.2017 |
| 59        | Auf Verfolgungsjagd mit den Top Agents   | 49:30           | Simon X. Rost, Florian Fickel                   | 20.10.2017 |
| 60        | Die magische Fussballmeisterschaft       | 54:50           | David Bredel, Florian Fickel                    | 23.02.2018 |
| 61        | Aufregende Abenteuer mit den Explorers   | 51:29           | Simon X. Rost, Florian Fickel                   | 25.05.2018 |
| 62        | Der falsche Feuerwehrmann                | 51:00           | David Bredel, Florian Fickel                    | 03.08.2018 |
| 63        | Der verschwundene Kristall               | 53:00           | David Bredel, Florian Fickel                    | 05.10.2018 |
| 64        | Leben auf dem Mars                       | 48:00           | Simon X. Rost, Florian Fickel                   | 02.11.2018 |
| 65        | Die Top Agents auf Hoher See             | 52:00           | Simon X. Rost, Florian Fickel                   | 22.02.2019 |
| 66        | Detektive auf dem Campingplatz           | 60:00           | David Bredel, Florian Fickel                    | 12.04.2019 |
| 67        | Viele Piraten und eine Schatzkarte       | 58:00           | David Bredel, Florian Fickel                    | 14.06.2019 |
| 68        | Ein Fall für das Sondereinsatzkommando   | 54:00           | Simon X. Rost, Florian Fickel                   | 09.08.2019 |
| 69        | Die Macht der Kürbislaterne              | 60:00           | David Bredel, Florian Fickel                    | 18.10.2019 |
| 70        | Die Würfel sind gefallen                 | 161:00          | David Bredel, Florian Fickel                    | 10.04.2020 |
| 71        | Das dramatische Finale                   | 57:00           | Simon X. Rost, Florian Fickel                   | 29.05.2020 |
| 72        | Ein Geheimcode für die Galaxy Police     | 58:00           | David Bredel, Florian Fickel                    | 11.09.2020 |
| 73        | Spurensuche im Zoo                       | 52:00           | Christoph Dittert, Björn Berenz, Florian Fickel | 30.10.2020 |
| 74        | Falsches Spiel im Polizeigefängnis       | 54:00           | David Bredel, Florian Fickel                    | 26.02.2021 |
| 75        | Dem Betrüger auf der Spur                | 55:00           | Christoph Dittert, Björn Berenz, Florian Fickel | 21.05.2021 |
| 76        | Auf Einsatz mit der Galaxy Police        | 57:00           | David Bredel, Florian Fickel                    | 24.09.2021 |
| 77        | Schmuggler im Hafen                      | 56:00           | Simon X. Rost, Florian Fickel                   | 05.11.2021 |
| 78        | Auf Mission mit dem SWAT-Team            | 59:00           | David Bredel, Florian Fickel                    | 18.03.2022 |
| 79        | Das Rätsel um die Stuntshow              | 58:00           | David Bredel, Florian Fickel                    | 10.06.2022 |
| 80        | Der verschwundene Hengst                 | 56:00           | Simon X. Rost, Florian Fickel                   | 09.09.2022 |
| 81        | Prinzessin in höchster Not               | 59:00           | Simon X. Rost, Florian Fickel                   | 18.11.2022 |
| 82        | Drei Rettungseinsätze und ein Dieb       | 60:00           | David Bredel, Florian Fickel                    | 17.02.2023 |
| 83        | Von Doppelgängern und Agenten            | 64:00           | David Bredel, Florian Fickel                    | 05.05.2023 |
| 84        | Das seltsame Haus                        | 61:00           | David Bredel, Florian Fickel                    | 11.08.2023 |
| 85        | Dreiste Diebe beim SWAT-Team             | 60:00           | Christoph Dittert, Björn Berenz, Florian Fickel | 10.11.2023 |
| 86        | Red Firestar, Superheld                  | 57:00           | Simon X. Rost, Florian Fickel                   | 26.01.2024 |
| 87        | Verschwörung im Olymp                    | 66:00           | David Bredel, Florian Fickel                    | 22.03.2024 |
| 88        | Wo ist Stürmer Leon Blitz?               | 63:00           | Simon X. Rost, Florian Fickel                   | 17.05.2024 |
| 89        | Der Ninja und der goldene Drache         | 63:00           | David Bredel, Florian Fickel                    | 19.06.2024 |
| 90        | Die rätselhaften Einbrüche               | 58:29           | Christoph Dittert, Björn Berenz, Florian Fickel | 20.09.2024 |
| 91        | Der erste Fall von Mato Meisterdetektiv  | 58:54           | David Bredel, Florian Fickel                    | 22.11.2024 |
| 92        | Im geheimen Tal der Dinosaurier          | 58:00           | Simon X. Rost, Florian Fickel                   | 07.02.2025 |
| 93        | Der verschwundene Kommisar               | 62:00           | Sophie Luise Bauer, Florian Fickel              | 04.04.2025 |
| 94        | Rettung für Captain Tolle                | 59:00           | Dirk Petrick, Florian Fickel                    | 30.05.2025 |
| 95        | Perlenraub im Strandhotel                | 61:00           | David Bredel, Florian Fickel                    | 18.07.2025 |

- Die Promofolgen 1 und 2 sind als Gratisdownload im Internet veröffentlicht worden. Promofolge 1 und 3 sind als Bonus auf limitierten CDs erschienen (Promo 1 bei Folge Nummer 5 und Promo 3 bei Folge Nummer 20).
- Außerdem sind folgende Sammelboxen mit je drei CDs erschienen:

| Titel                             | Enthaltene Folgen | Erscheinungsdatum |
| --------------------------------- | ----------------- | ----------------- |
| Die große Ritter-Box              | 2, 8, 20          |                   |
| Die große Piraten-Box             | 1, 16, 22         | 16.09.2011        |
| Die Große Dino-Box                | 3, 17, 30         | 12.10.2012        |
| Die Große Agenten-Box             | 19, 23, 31        | 27.09.2013        |
| Die Große Cowboy und Indianer-Box | 21, 32, 35        | 03.10.2014        |
| Die Große Polizei-Box             | 28, 41, 44        | 23.10.2015        |
| Die Große Drachen-Box             | 13, 38, 50        | 21.10.2016        |
| Die Große Römer und Ägypter-Box   | 5, 18, 52         | 27.10.2017        |
| Die Große Fußball-Box             | 7, 51, 60         | 18.05.2018        |
| Die 2. große Ritter-Box           | 24, 45, 55        | 2018              |
| Die große Feuerwehr-Box           | 42, 57, 62        | 2019              |

- Weitere Folgen sind in Planung.

## Auszeichnungen
- Deutschland: Goldene Schallplatte im Kids-Award[2]
  - 4× Gold für die Folgen 1, 8, 13 und 42